# 쓰쿠바 가쿠인 대학
쓰쿠바 가쿠인 대학(筑波学院大学, つくばがくいんだいがく, Tsukuba Gakuin University)은 이바라키현 쓰쿠바시 아즈마 산쵸메 1번지에 있는 일본의 사립 대학이다. 학교법인 도쿄가정학원에 의해 1990년에 설립되었으며, 대학의 약칭은 쓰쿠바 가쿠인, 도쿄 가정 학원대학을 모체로 1990년에 도쿄 가정학원 쓰쿠바 단기 대학으로서 개학하였다. 1996년 4년 대학으로 전환하여 도쿄 가정학원 쓰쿠바 여자대학으로 명칭을 변경하여, 지금까지의 단기 대학은 같은 대학 단기대학부로서 존속하고 있다. 2005년 4월 남녀공학으로 전환하면서 현재의 이름이 되었다.

## 학부
- 정보 커뮤니케이션 학부
  - 정보미디어학과
  - 국제교류학과

## 연혁
- 1990년 4월 도쿄 가정학원 쓰쿠바 단기 대학이 개학.
- 1996년 4월 도쿄 가정학원 쓰쿠바 여자대학 및 도쿄 가정학원 쓰쿠바 여자대학 단기대학부에 개편.
- 2005년 4월 도쿄 가정학원 쓰쿠바 여자대학을 남녀공학으로 전환 쓰쿠바 학원 대학으로 개칭. 도쿄 가정학원 쓰쿠바 여자대학 및 단기대학부의 학생 모집을 중단.

## 국제 교류
- 대한민국 배화여자대학
- 대한민국 성신여자대학

## 계열 학교
- 도쿄 가정학원 대학
- 도쿄 가정학원 단기대학
- 도쿄 가정학원 고등학교
- 도쿄 가정학원 중학교